# Gwandong (région)
Ne doit pas être confondu avec Guandong.
Gwandong (en coréen 관동), est une région de Corée du Sud dans la province de Gangwon.

## Codes postaux
- 200-CCC : Chuncheon (춘천시 ; 春川市)
- 209-CCC : district de Hwacheon(화천군 ; 華川郡) et les boîtes postaux des hameaux de Mahyeon (마현리 ; 馬峴里) et Yukdan (육단리 ; 六丹里) appartenant au village de Geunnam (근남면 ; 近南面) du district de Cheorwon.
- 210-CCC : Gangneung (강릉시 ; 江陵市)
- 215-CCC : district de Yangyang (양양군 ; 襄陽郡)
- 217-CCC : Sokcho (속초시 ; 束草市)
- 219-CCC : district de Goseong (고성군 ; 高城郡)
- 220-CCC La ville de Wonju (원주시 ; 原州市)
- 225-CCC : district de Hoengseong (횡성군 ; 橫城郡)
- 230-CCC : district de Yeongwol (영월군 ; 寧越郡)
- 232-CCC : district de Pyeongchang (평창군 ; 平昌郡)
- 233-CCC : district de Jeongseon (정선군 ; 旌善郡) et le hameau de Hwawon (화원리 ; 禾院里) appartenant au village de Joongdong (중동면 ; 中東面) du district de Yeongwol.
- 235-CCC : Taebaek (태백시 ; 太白市)
- 240-CCC : Donghae (동해시 ; 東海市)
- 245-CCC : Samcheok (삼척시 ; 三陟市)
- 250-CCC : district de Hongcheon (홍천군 ; 洪川郡) et les boîtes postaux des hameaux de Sinpung (신풍리 ; 新豊里) et d'Eoron (어론리 ; 於論里) appartenant au village du Sud (남면 ; 南面) du district d'Inje.
- 252-CCC : district de Inje (인제군 ; 麟蹄郡)
- 255-CCC : district de Yanggu (양구군 ; 楊口郡)
- 269-CCC : district de Cheorwon (철원군 ; 鐵原郡)